# Aon Hewitt
Aon Hewitt – amerykańska korporacja świadcząca usługi w zakresie doradztwa  i outsourcingu w obszarze zarządzania kapitałem ludzkim. Przedsiębiorstwo powstało w 1940 roku w Lake Forest w stanie Illinois w USA, jako Hewitt Associates. W październiku 2010 roku przestało istnieć, jako samodzielny podmiot po połączeniu z grupą Aon, stając się jej nowym podmiotem zależnym, przyjęło nazwę Aon Hewitt. W tej chwili Aon Hewitt posiada 500 oddziałów w 120 krajach, zatrudnia 30 000 pracowników w 90 krajach. Akcje Aon plc są notowane na giełdzie w Nowym Jorku, a roczne przychody w 2013 wyniosły 11 815 mln USD. Siedziba firmy znajduje się obecnie w Lincolnshire w USA.

## Historia
1 października 1940 roku Edwin „Ted” Hewitt założył firmę Edwin Shields Hewitt and Associates. Na początku działała jako dom maklerski świadczący osobiste usługi ubezpieczeniowe oraz finansowe. Usługi Hewitta stały się cenne szczególnie podczas II wojny światowej, jak też po jej zakończeniu. 1 października 2010 roku firma Hewitta została nabyta przez Aon, brytyjską międzynarodową korporację.

## Usługi i rozwiązania korporacji Aon na świecie
Aon jest przedsiębiorstwem zajmującym się zarządzeniem ryzykiem i ubezpieczeniami. Jego zadaniem jest dostarczanie klientom rozwiązań w obszarze zarządzania ryzykiem oraz ubezpieczeń, które wspierają ich w realizacji swoich celów biznesowych. Z kolei Aon Benfield zajmuje się pośrednictwem w reasekuracji wszystkich rodzajów ubezpieczeń, zarządzaniem ryzykiem katastroficznym oraz analizą reasekuracji. Aon Hewitt prowadzi doradztwo w obszarze zarządzania kapitałem ludzkim. Rozwiązania te są dopasowane do indywidualnych potrzeb klientów. Firma wykorzystuje metodę Aon Client Promise, która wykorzystuje indywidualny plan świadczenia usług.
W latach 2010–2014 Aon był globalnym partnerem piłkarskiego klubu Manchester United F.C..

## Aon Hewitt w Polsce
Aon Hewitt w Polsce działa w obszarze doradztwa w zarządzaniu kapitałem ludzkim od 1995 roku. Jego biura znajdują się w Warszawie, gdzie zatrudnionych jest kilkudziesięciu konsultantów doradzającym zarządom i dyrektorom HR, oraz w Krakowie, gdzie zlokalizowane jest międzynarodowe centrum outsourcingowe Aon Hewitt, działające od 2006 roku. Polski zespół Aon Hewitt liczy ponad 1000 doświadczonych konsultantów i specjalistów.
Aon Hewitt w Polsce działa na obszarach systemów wynagrodzeń, zaangażowania, rozwoju przywództwa i zarządzania talentami, uwalniania potencjału organizacji, raportów i benchmarków oraz usług aktuarialnych i outsourcingu HR. Oddział firmy znajdujący się w Krakowie świadczy także usługi w zakresie IT, administracji personalnej, finansów, zakupów i zarządzania ryzykiem dla całej korporacji Aon.

## Program Najlepsi Pracodawcy
Od 2005 roku firma prowadzi w Polsce Badanie Najlepsi Pracodawcy, w którym wypowiedziało się ponad 400 tysięcy pracowników. W ponad 1000 badaniach wyłoniono około 100 tytułów Najlepszego Pracodawcy. Badania prowadzone są również poza Polską, w Europie Środkowo-Wschodniej w Bułgarii, Czechach, Rumunii, Turcji, na Słowacji, Litwie, Łotwie i Węgrzech. Badanie Najlepsi Pracodawcy cechuje się obiektywnym źródłem benchmarków dla wszystkich organizacji oraz możliwością rzetelnej oceny firmy. Ta globalna baza danych z obszaru zarządzania zaangażowaniem pracowników zawiera analizy oraz benchmarki stworzone w oparciu o opinie ponad 8 mln pracowników z 162 krajów, spośród 65 różnych branż.